# Inez (Teksas)
Inez – jednostka osadnicza w Stanach Zjednoczonych, w stanie Teksas, w hrabstwie Victoria.